# Samland (navire)
Le Samland est un paquebot de la Red Star Line. Il est à l'origine construit aux États-Unis pour une autre compagnie de l'International Mercantile Marine Co., l'Atlantic Transport Line, sous le nom de Mississippi. Il sert à partir de 1903 comme transport de bétail entre l'Amérique et le Royaume-Uni. En 1906, il est transféré à la Red Star qui le renomme Samland et l'équipe pour transporter des migrants entre Anvers et New York.
En août 1911, un nouveau transfert survient, cette fois-ci à destination de la White Star Line qui le renomme Belgic. Durant deux ans, le navire la sert sur la route de l'Australie et de la Nouvelle-Zélande. En 1913, la compagnie reçoit livraison de son Ceramic, et le navire revient à la Red Star qui lui redonne son nom et sa ligne d'origine. Durant la Première Guerre mondiale, il est temporairement utilisé au départ de Londres, mais dès 1919, il reprend son service au départ d'Anvers.
Le Samland poursuit ensuite sa carrière dans les années 1920, participant en 1926 à une opération de sauvetage. Il est finalement retiré du service en 1930 et démoli l'année suivante.

## Histoire

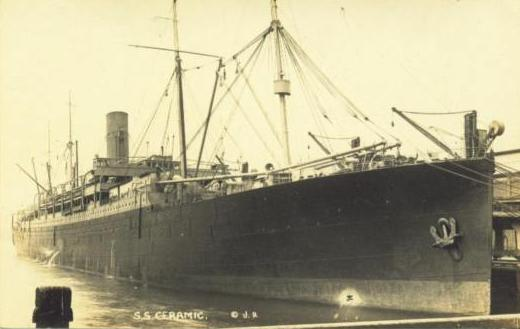
Le Ceramic remplace le Belgic sur la ligne de l'Australie en 1913.

Au début du XXe siècle, l'Atlantic Transport Line est intégrée à l'International Mercantile Marine Co. (IMM), trust maritime possédé par John Pierpont Morgan. C'est à cette époque que la compagnie commande quatre cargos, dont l'un est le Mississippi, d'une valeur de 729 000 dollars d'époque. Les chantiers Harland & Wolff de Belfast sont, à l'époque, submergés par les commandes de l'IMM, et le Mississippi, tout comme son jumeau le Massachusetts, est construit dans des chantiers américains (New York Shipbuilding Corporation, dans le New Jersey). C'est ainsi que le navire est le premier de la compagnie à pouvoir arborer le drapeau américain, réservé aux navires construits sur ce territoire en vertu d'une loi de l'époque. Le navire est lancé le 15 décembre 1902. Transporteur de bétail avant tout, il effectue sa traversée inaugurale entre Baltimore et Londres le 16 avril 1903. Son service sur cette ligne cesse au mois de septembre suivant.
En 1906, le navire est transféré au sein de l'IMM à la Red Star Line, qui le renomme Samland et l'exploite dans un premier temps sur la ligne d'Anvers à New York, sous pavillon belge. Il ne transporte alors plus de bétail, et est reconverti pour embarquer 1 800 passagers de troisième classe. Au cours de l'année 1906, lorsque le Nederland est envoyé à la casse, le Samland le remplace sur la ligne d'Anvers à Philadelphie. Dès l'année suivante, cependant, il en est retiré pour reprendre sa ligne d'origine. La compagnie vient en effet de recevoir le Gothland, ancien navire de la White Star Line, qui prend sa place.
Le paquebot sert la Red Star jusqu'au 30 août 1911 : il est alors transféré à la White Star qui le renomme Belgic (il est le troisième de quatre navires portant ce nom) et le place sur la ligne à destination de l'Australie. Durant cette période, il a pour officier Harold Lowe, rendu célèbre en 1912 par son rôle durant le naufrage du Titanic, qui effectue alors ses premiers voyages pour la White Star[réf. à confirmer]. Dès 1913, le Belgic n'est plus utile à la compagnie qui le remplace par le Ceramic, son plus gros navire sur cette ligne.
Le Belgic retourne alors à Anvers et reprend son service pour la Red Star Line, à nouveau comme Samland. En 1914, la Première Guerre mondiale l'oblige à changer son port de départ pour Londres, mais il revient à Anvers à la fin des hostilités, dès mars 1919. En mai 1926, son service est troublé par une opération de sauvetage. Il croise en effet le vapeur Emlynian, immobilisé par la perte d'une hélice, et risquant de couler à cause de la houle. Le Samland parvient à lui passer un câble de remorque et à l'emmener jusque dans les Açores. Une prime est donnée à l'équipage pour son action. En 1930, le navire est retiré du service. Dès 1931, il est démoli en Belgique.

## Caractéristiques
Le Mississippi est un cargo de 7 913 tonneaux et 149,5 mètres sur 17,7. Il est à l'origine avant tout destiné à transporter du bétail. À partir de 1906, il est profondément refondu, et transporte à la place du bétail 1 800 passagers de troisième classe, ainsi qu'une importante cargaison. Lorsqu'il passe à la White Star Line, son tonnage est réévalué à 10 151 tonneaux de jauge brute.
Propulsé par deux hélices entraînées par des machines à triple expansion, il peut naviguer à 14 nœuds en moyenne. Il est pourvu d'une cheminée et de quatre mâts. Au total, son coût est estimé à 729 000 dollars d'époque.